# Струны души
Струны души (Англ. Heartstrings, Хангыль: 넌 내게 반했어, Транскрипция: Neon Naege Banhaesseo, Литературное: You’ve fallen for me, ранее известный как «Фестиваль» и «Ты во мне») — южнокорейская мелодрама о любви, дружбе и мечтах главных героев, на фоне их учёбы в музыкальном университете.

## Название
Дорама ранее была известна как Фестиваль и позже переименована в По уши влюблен в тебя, а также Теперь ты моя. Фанаты дорамы могли голосовать и высказывать идеи названий дорамы на английском языке, и 9 мая 2011 года драма была анонсирована под названием Струны души.

## Дополнительная информация
Пара главных героев дорамы, Чон Ён Хва и Пак Шин Хе, взята с дорамы Минам, ты прекрасен (SBS, 2009). Герой Чон Ён Хва в «Минам, ты прекрасен», Кан Син У, был вовлечён в невзаимные чувства с Ко Ми Нам, героиней Пак Шин Хе.

## В ролях
Главные роли
- Чон Ён Хва — Ли Шин
- Пак Син Хе — Ли Гю Вон
- Сон Чхан И — Ким Сок Хён
- Со И Хён — Чон Юн Су
- Ким Юн Хе — Хан Хи Джу
- Кан Мин Хёк — Ё Джун Хи
- Ли Хён Джин — Хён Ги Ён

Также в ролях
- Ли Джон Хон — Лим Тхэ Джун
- Чон Гён Хо — Юн Су Мён
- Чан Се Вон — Ли Су Мён
- Син Сун Ги — Ли Дон Джин
- Сон У Джэ Док — Ли Сон Ги
- Ли Иль Хва — Сон Джи Ён
- Мун Га Ён — Ли Джон Хён